# Máximo Garay
Máximo Garay, auch Miksa Garay, (* 10. Juni 1898 in Budapest; † 8. August 1960 in Santiago de Chile) war ein ungarischer Fußballtrainer. Garay, der später die chilenische Staatsbürgerschaft annahm, trainiert Mannschaften in Argentinien und Chile sowie die Nationalmannschaften von El Salvador und Chile.

## Karriere
Máximo Garay kam 1934 nach Südamerika, wo er den argentinischen Klub CA Platense trainierte. Nach weiteren Stationen bei CA Independiente, Gimnasia y Esgrima La Plata und San Lorenzo de Almagro übernahm Garay 1938 Universidad Católica aus Chile. 1940 und 1941 trainierte der Ungar die Nationalmannschaft El Salvadors. Zugleich war er von September bis Dezember 1940 noch für den CSD Colo-Colo für neun Spiele an der Seitenlinie. Für den Campeonato Sudamericano 1941 übernahm Garay das Team Chiles. Mit zwei Siegen und zwei Niederlagen wurde der Andenstaat Turnierdritter. Nach dem Turnier trainierte Garay den CD Magallanes und später den Badminton FC.
1971 veröffentlichte der Ungar das Buch mit dem Titel Manual práctico para entrenadores e instructores de fútbol (dt. Praktischer Ratgeber für Fußballtrainer).